# Elephas
Az Elephas az emlősök (Mammalia) osztályának ormányosok (Proboscidea) rendjébe, ezen belül az elefántfélék (Elephantidae) családjába tartozó típusnem.

## Tudnivalók
Az Elephas ormányosnem a Loxodonta ormányosnem mellett az egyetlen élő neme egy ősrégi állatrendnek, az ormányosoknak. Az Elephasok legközelebbi rokonai azonban a fosszilis mamutok (Mammuthus) és a Palaeoloxodonták; eme utóbbinak fajait korábban igazi Elephasoknak vélték.
Az Elephas-fajoknak és a mamutoknak (Mammuthus) a nukleinsavas DNS-vizsgálata azt mutatta, hogy a két állatcsoport körülbelül 2,5-5,4 millió évvel ezelőtt vált ketté.

## Rendszerezés
A nembe az alábbi 1 élő faj és 7 fosszilis faj tartozik:
- ázsiai elefánt (Elephas maximus) (Linnaeus 1758) - késő pliocén-jelen; Ázsia - típusfaj

- †Elephas beyeri (von Koenigwald, 1956) - pleisztocén; Luzon, Fülöp-szigetek[5]
- †Elephas celebensis Hooijer, 1949 - késő pliocén-kora pleisztocén; Celebesz, Indonézia[6]
- †Elephas ekorensis Maglio, 1970 - kora pliocén; a Turkana-tó vidéke, Kenya
- †Elephas hysudricus (Falconer & Cautley, 1845) - pliocén-pleisztocén; Szivalik-hegység, Pakisztán, India és Nepál[7]
- †Elephas hysudrindicus Dubois, 1908 - pleisztocén; Jáva, Indonézia[8]
- †Elephas iolensis Pomel, 1895 - késő pleisztocén; Afrika
- †Elephas platycephalus Osborn, 1929 - középső pleisztocén; Szivalik-hegység, Pakisztán, India és Nepál

## Fordítás
- Ez a szócikk részben vagy egészben  az   Elephas című angol Wikipédia-szócikk ezen változatának fordításán alapul.  Az eredeti cikk szerkesztőit annak laptörténete sorolja fel. Ez a jelzés csupán a megfogalmazás eredetét és a szerzői jogokat jelzi, nem szolgál a cikkben szereplő információk forrásmegjelöléseként.